# Ustedes son formidables
Ustedes son formidables fue un programa radiofónico de la Cadena SER, dirigido por Ángel Carbajo y presentado por Alberto Oliveras.
Se emitía a las 18 horas entre el 18 de octubre de 1960 y junio de 1977.

Basado en un formato francés que Alberto Oliveras trajo de París, el espacio era un instrumento para apelar a la solidaridad ciudadana ante situaciones dramáticas, cotidianas o excepcionales, que el programa presentaba desde una perspectiva humana en cada una de sus emisiones. 
Así, en su primera emisión 1960, se recaudaron ochenta mil pesetas para ayudar a un grupo de mujeres que habían organizado un festival musical y artístico en Madrid con el fin de financiar una guardería infantil.  
Posteriormente, en 1961, el desbordamiento de un río en Sevilla permitió recaudar 3 millones de pesetas, una cantidad de dinero muy considerable para la época.
El programa marcó toda una época (1960-1977) en España y está considerado como uno de los grandes hitos en la historia de la radio en este país.
Contaba con el patrocinio de la marca Gallina Blanca y la sintonía del programa era la sinfonía del Nuevo Mundo de Antonín Dvořák.

## Premios
El espacio fue galardonado con el Premio Ondas de la radio en 1970.

## Equipo de realización
Componían el equipo de realización Juan Vives, Enrique Blanco, Jesús Alarcos, José Luis Tejero, Francisco José Tomillo, Esteban Cabadas, Emilio Olabarrieta y Manuel Martín Salas. Además de la dirección, Ángel Carbajo era el responsable de la coordinación.